# Liste der Biografien/Meyb
Liste der Biografien |
Portal Biografien |
Personensuche
# |
A |
B |
C |
D |
E |
F |
G |
H |
I |
J |
K |
L |
M |
N |
O |
P |
Q |
R |
S |
T |
U |
V |
W |
X |
Y |
Z |
?
 
Ma |
Mb |
Mc |
Md |
Me |
Mf |
Mg |
Mh |
Mi |
Mj |
Mk |
Ml |
Mm |
Mn |
Mo |
Mp |
Mq |
Mr |
Ms |
Mt |
Mu |
Mv |
Mw |
Mx |
My |
Mz
 
Mea–Mee |
Mef |
Meg |
Meh |
Mei |
Mej |
Mek |
Mel |
Mem |
Men |
Meo |
Mep |
Mer |
Mes |
Met |
Meu |
Mev |
Mew |
Mex |
Mey |
Mez
 
Meyb |
Meyd |
Meye |
Meyf |
Meyg |
Meyh |
Meyi |
Meyj |
Meyk |
Meyl |
Meyn |
Meyo |
Meyp |
Meyr |
Meys |
Meyt |
Meyz
Die Liste der Biografien führt alle Personen auf, die in der deutschsprachigen Wikipedia einen Artikel haben. Dieses ist eine Teilliste mit 5 Einträgen von Personen, deren Namen mit den Buchstaben „Meyb“ beginnt.

## Meyb

### Meybe
- Meyberg, Alexander (* 1968), deutscher Jurist, Richter am Bundesgerichtshof
- Meyberg, Kurt (* 1936), deutscher Mathematiker
- Meybert, Ludwig (1893–1961), deutscher Schauspieler, Theaterregisseur und Hörspielsprecher

### Meybo
- Meyboden, Hans (1901–1965), deutscher Maler
- Meyboom, Herman (* 1889), belgischer Schwimmer und Wasserballspieler